# 農村交流施設 森の巣箱
農村交流施設 森の巣箱（のうそんこうりゅうしせつ もりのすばこ）は、高知県高岡郡津野町貝ノ川床鍋にある集落運営の複合商業施設である。

## 解説
人口70人程度の床鍋集落において、唯一の商業施設であり、商店（集落コンビニ）や飲食店、宿泊施設、温浴施設の機能を備えている。旧床鍋小学校を改装した施設であり、廃校舎活用による小さな拠点創出の先行事例としても知られる。

## 施設
- 森のおみせ - 森の巣箱1階にある集落コンビニ兼居酒屋。
- もうちょっと de 温泉 - 温浴施設。
- 宿泊施設 - 2階に6室の客室を構える。
- やまがらホール - 校舎裏手にある旧講堂。

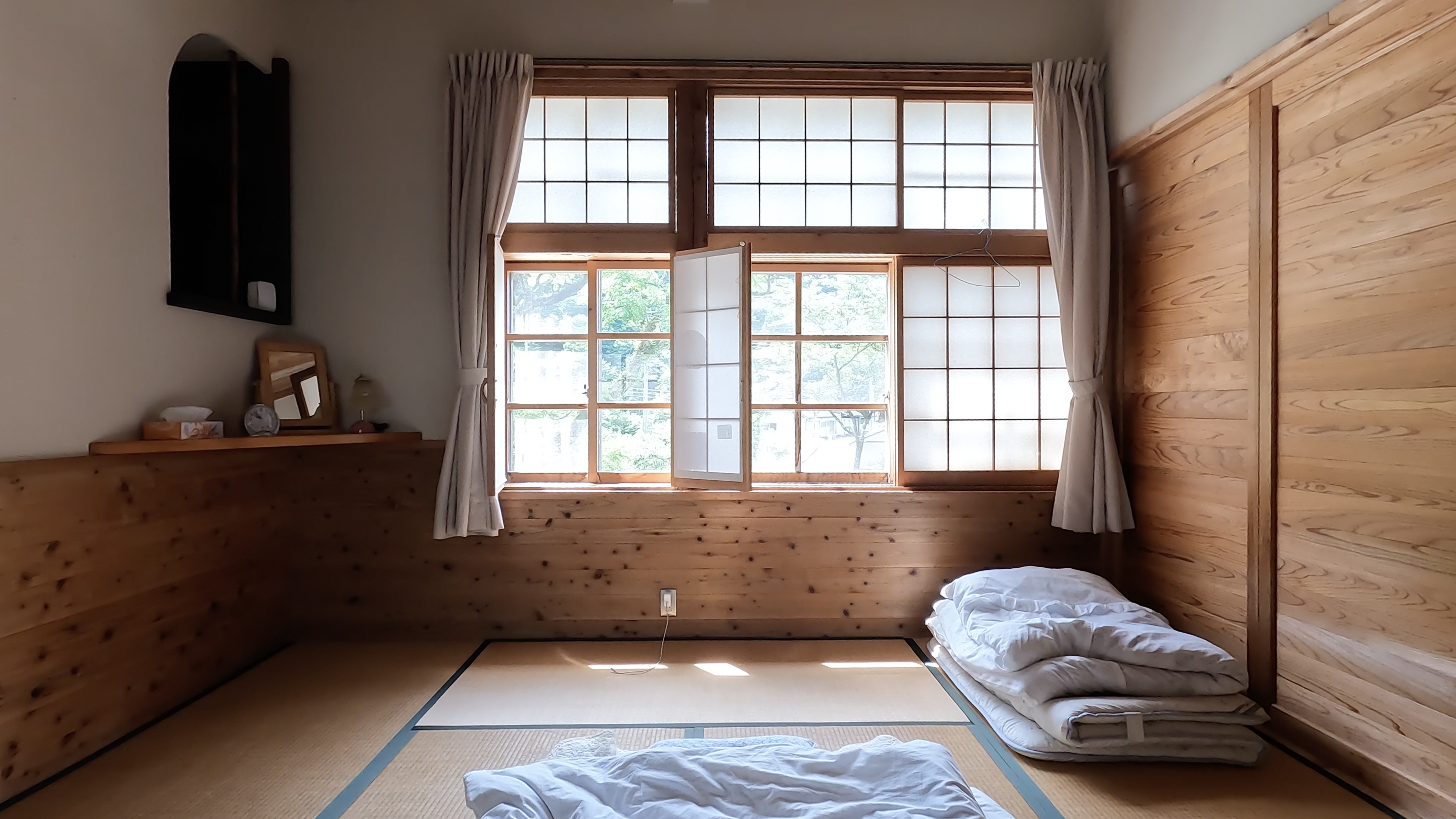
客室

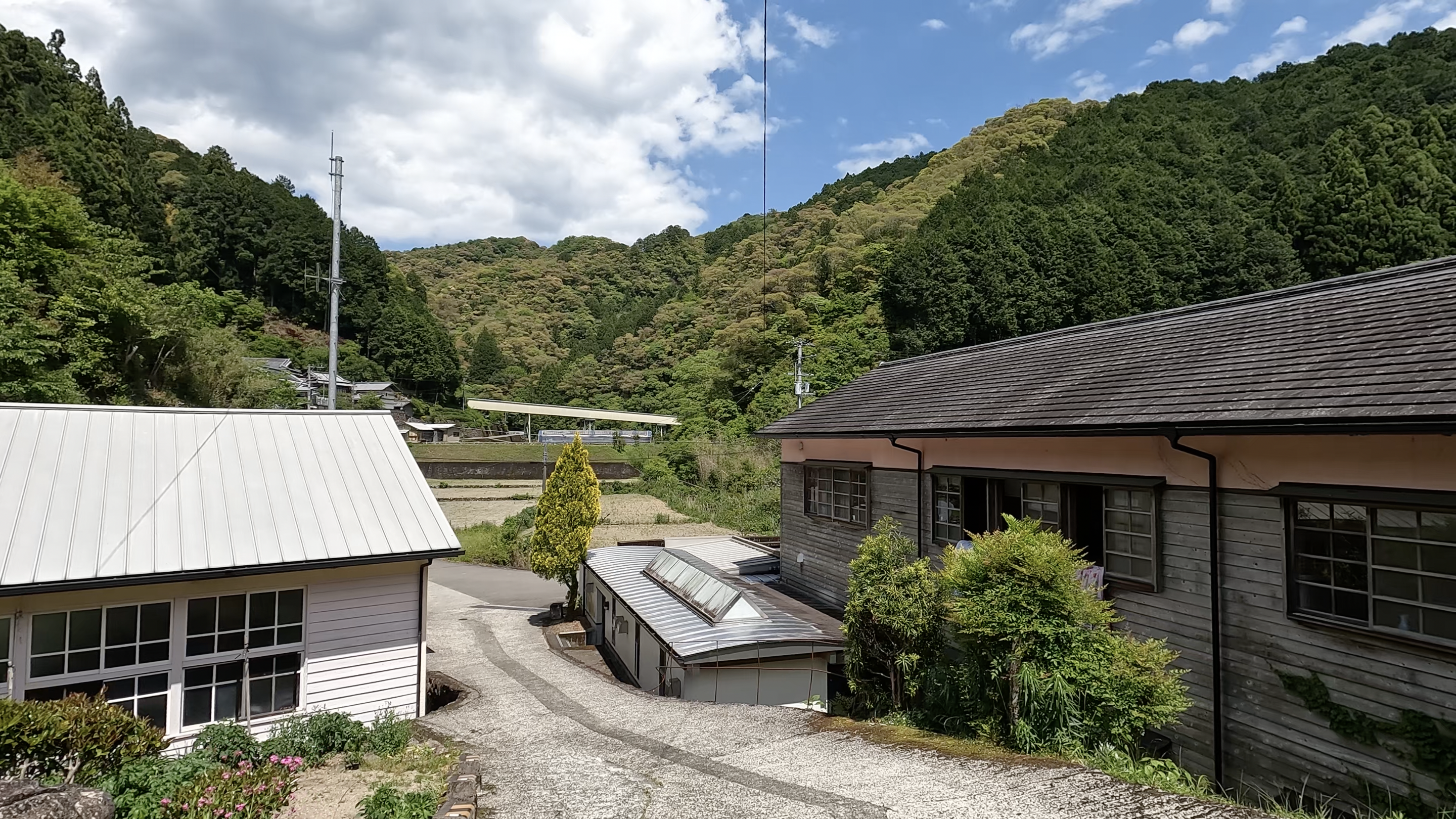
裏から校舎を見る

## 沿革
- 1984年（昭和59年）- 葉山村立床鍋小学校 閉校
- 2001年（平成13年）- 「葉山村床鍋集落活性化プラン」により廃校舎の活用計画が決定[5]
- 2003年（平成15年）- 開業
- 2007年（平成19年）- 森の巣箱運営委員会が「過疎地域自立活性化優良事例」として総務大臣賞を受賞[6]